# Tessaromatinos
Tessaromatinos (Tessarommatini) é uma tribo de coleóptero da subfamília Cerambycinae; compreende onze espécies em um único gênero, com ocorrência restrita à Austrália.

## Sistemática
- Ordem Coleoptera
  - Subordem Polyphaga
    - Infraordem Cucujiformia
      - Superfamília Chrysomeloidea
        - Família Cerambycidae
          - Subfamíla Cerambycinae
            - Tribo Tessarommatini (Lacordaire, 1869)
              - Tessaromma (Newman, 1840)